# The Floor - Ne rimarrà solo uno
The Floor - Ne rimarrà solo uno è un game show televisivo italiano, in onda su Rai 2 in prima serata con la conduzione di Ciro Priello e Fabio Balsamo dei The Jackal. Il programma, prodotto da Blu Yazmine, è stato basato sull'omonimo format olandese, creato da John de Mol. Il quiz è trasmesso dal CPTV Rai di Torino. La prima stagione è andata in onda dal 2 al 30 gennaio 2024, mentre la seconda dal 10 settembre al 15 ottobre 2024.

## Il programma

### Format
Nel gioco, cento concorrenti presenti in studio su un grande pavimento LED e divisi in cento caselle, si sfidano a duello per cercare di conquistare tutte le caselle del floor e portarsi a casa il montepremi finale di 100.000 euro in gettoni d'oro.
All'inizio di ogni puntata viene sorteggiato un concorrente esperto in una determinata categoria (fiori, capitali europee, citazioni, loghi, conduttori, ecc.) per sfidare a duello uno dei concorrenti ai lati della propria casella. Il duello verterà sul tema di cui lo sfidato è esperto in materia.
Le domande sono composte da una serie di elementi mostrati sullo schermo (immagini, audio o indizi) da cui dedurre la risposta. Ogni concorrente ha 45 secondi di tempo per rispondere e ad ogni risposta esatta passa la mano di gioco all'avversario. La risposta sbagliata non comporta penalità, ma se il giocatore sceglie di passare, perde tre secondi e conserva la mano di gioco. Il concorrente che avrà esaurito il tempo a disposizione verrà eliminato, mentre il giocatore che avrà vinto il duello conquisterà la casella dell'avversario e, se a vincere è lo sfidato, erediterà la categoria dello sfidante sconfitto. 
Alla fine di ogni duello, il concorrente potrà decidere se continuare a sfidare un altro concorrente del pavimento oppure fermarsi e tornare sul floor, in un tempo proporzionale alle caselle confinanti. Se decide di fermarsi, verrà estratto a sorte un nuovo concorrente per un nuovo duello.
Alla fine di ogni puntata, i due concorrenti che avranno conquistato il maggior numero di caselle si affronteranno a duello su una categoria scelta dal floor; il vincitore si porterà a casa un premio partita di 5.000 euro in gettoni d'oro. In caso di ex aequo, parteciperà colui che nei duelli precedenti ha dato il maggior numero di risposte esatte o chi ha conservato più secondi. Dalla quarta puntata della seconda edizione vi è una variante limitata alla fase finale: l'errore a una domanda comporta subito la perdita di tre secondi.
Al duello finale tra gli ultimi due concorrenti, quello con più caselle sceglierà l'argomento tra i due rimasti.
A partire dalla seconda edizione, nel caso in cui un concorrente riesca a vincere tre scontri consecutivi senza mai tornare sul floor, vincerà una golden star, bonus che gli garantisce cinque secondi in più di gioco rispetto al solito da utilizzare in uno scontro successivo a scelta (compresa la finale, ma escluso il duello che decreta il vincitore di puntata).

## Edizioni
| Edizione | Periodo           | Periodo         | Puntate | Conduzione   | Conduzione    | Vincitore    | Studio                                             |
| Edizione | Inizio            | Fine            | Puntate | Conduzione   | Conduzione    | Vincitore    | Studio                                             |
| -------- | ----------------- | --------------- | ------- | ------------ | ------------- | ------------ | -------------------------------------------------- |
| 1ª       | 2 gennaio 2024    | 30 gennaio 2024 | 6       | Ciro Priello | Fabio Balsamo | Remo Sciutto | Studio 1 del Centro di produzione Rai Piero Angela |
| 2ª       | 10 settembre 2024 | 15 ottobre 2024 | 6       | Ciro Priello | Fabio Balsamo | Paolo Casa   | Studio 1 del Centro di produzione Rai Piero Angela |

## Ascolti

### Prima edizione
| Puntata | Messa in onda   | Ascolti        | Ascolti | Ascolti |
| Puntata | Messa in onda   | Telespettatori | Share   | Fonte   |
| ------- | --------------- | -------------- | ------- | ------- |
| 1       | 2 gennaio 2024  | 1 126 000      | 7,12%   | [ 4 ]   |
| 2       | 4 gennaio 2024  | 1 064 000      | 6,13%   | [ 5 ]   |
| 3       | 9 gennaio 2024  | 1 038 000      | 6,00%   | [ 7 ]   |
| 4       | 16 gennaio 2024 | 1 033 000      | 6,22%   | [ 8 ]   |
| 5       | 23 gennaio 2024 | 1 006 000      | 6,10%   | [ 10 ]  |
| 6       | 30 gennaio 2024 | 1 176 000      | 6,99%   | [ 11 ]  |
| Media   | Media           | 1 074 000      | 6,42%   |         |

### Seconda edizione
| Puntata | Messa in onda     | Ascolti        | Ascolti | Ascolti |
| Puntata | Messa in onda     | Telespettatori | Share   | Fonte   |
| ------- | ----------------- | -------------- | ------- | ------- |
| 1       | 10 settembre 2024 | 881 000        | 5,35%   | [ 12 ]  |
| 2       | 17 settembre 2024 | 733 000        | 4,40%   | [ 14 ]  |
| 3       | 24 settembre 2024 | 823 000        | 5,09%   | [ 16 ]  |
| 4       | 2 ottobre 2024    | 723 000        | 4,90%   | [ 18 ]  |
| 5       | 8 ottobre 2024    | 843 000        | 5,00%   | [ 20 ]  |
| 6       | 15 ottobre 2024   | 860 000        | 5,20%   | [ 21 ]  |
| Media   | Media             | 810 500        | 4,99%   |         |

## Audience
| Edizione | Rete televisiva | Anno | Stagione       | Programmazione | Programmazione | Programmazione | Programmazione | Programmazione | Programmazione | Programmazione | Collocazione | Media auditel  | Media auditel | Premiere       | Premiere | Finale         | Finale |
| Edizione | Rete televisiva | Anno | Stagione       | L              | M              | M              | G              | V              | S              | D              | Collocazione | Telespettatori | Share         | Telespettatori | Share    | Telespettatori | Share  |
| -------- | --------------- | ---- | -------------- | -------------- | -------------- | -------------- | -------------- | -------------- | -------------- | -------------- | ------------ | -------------- | ------------- | -------------- | -------- | -------------- | ------ |
| 1ª       | Rai 2           | 2024 | inverno        |                |                |                |                |                |                |                | Prima serata | 1 074 000      | 6,42%         | 1 126 000      | 7,10%    | 1 176 000      | 7,00%  |
| 2ª       | Rai 2           | 2024 | estate-autunno |                |                | 810 500        | 4,99%          | 881 000        | 5,35%          | 860 000        | Prima serata | 5,20%          |               |                |          |                |        |

## Accoglienza

### Critica
(Aldo Grasso, Corriere della Sera, 10 gennaio 2024)